# Liste der Biografien/Arl
Liste der Biografien |
Portal Biografien |
Personensuche
# |
A |
B |
C |
D |
E |
F |
G |
H |
I |
J |
K |
L |
M |
N |
O |
P |
Q |
R |
S |
T |
U |
V |
W |
X |
Y |
Z |
?
 
Aa |
Ab |
Ac |
Ad |
Ae |
Af |
Ag |
Ah |
Ai |
Aj |
Ak |
Al |
Am |
An |
Ao |
Ap |
Aq |
Ar |
As |
At |
Au |
Av |
Aw |
Ax |
Ay |
Az
 
Ara |
Arb |
Arc |
Ard |
Are |
Arf |
Arg |
Arh |
Ari |
Arj |
Ark |
Arl |
Arm |
Arn |
Aro |
Arp |
Arq |
Arr |
Ars |
Art |
Aru |
Arv |
Arw |
Arx |
Ary |
Arz
Die Liste der Biografien führt alle Personen auf, die in der deutschsprachigen Wikipedia einen Artikel haben. Dieses ist eine Teilliste mit 115 Einträgen von Personen, deren Namen mit den Buchstaben „Arl“ beginnt.

## Arl

### Arla
- Arlabosse, Paul-Hippolyte (1886–1970), französischer Generalleutnant
- Arlacchi, Pino (* 1951), italienischer Soziologe, Hochschullehrer, Politiker, Mitglied der Camera, MdEP, Mitglied des Senato della Repubblica und Autor
- Arlamovsky, Karl-Arthur (* 1972), österreichisch-irischer Politiker (NEOS)
- Arlan (* 1985), brasilianischer Fußballspieler
- Arlan, Iris (1901–1985), deutsche Schauspielerin
- Arlanch, Alice Rachele (* 1995), italienische Schauspielerin und Miss Italien 2017
- Arlanch, Francesco (* 1975), italienischer Drehbuchautor
- Arland, Anton (1895–1975), deutscher Pflanzenbauwissenschaftler
- Arland, Hansi (* 1983), deutscher Musiker, Tontechniker, Produzent, Songwriter, Sänger und Komponist
- Arland, Henry (* 1945), deutscher Musiker
- Arland, Ines (* 1969), deutsche Journalistin und Fernsehmoderatorin
- Arland, Kimberly (* 1966), US-amerikanische Schauspielerin
- Arland, Marcel (1899–1986), französischer Schriftsteller und Literaturkritiker
- Arland, Maximilian (* 1981), deutscher Musiker und ModeratorMaximilian Arland (* 1981)

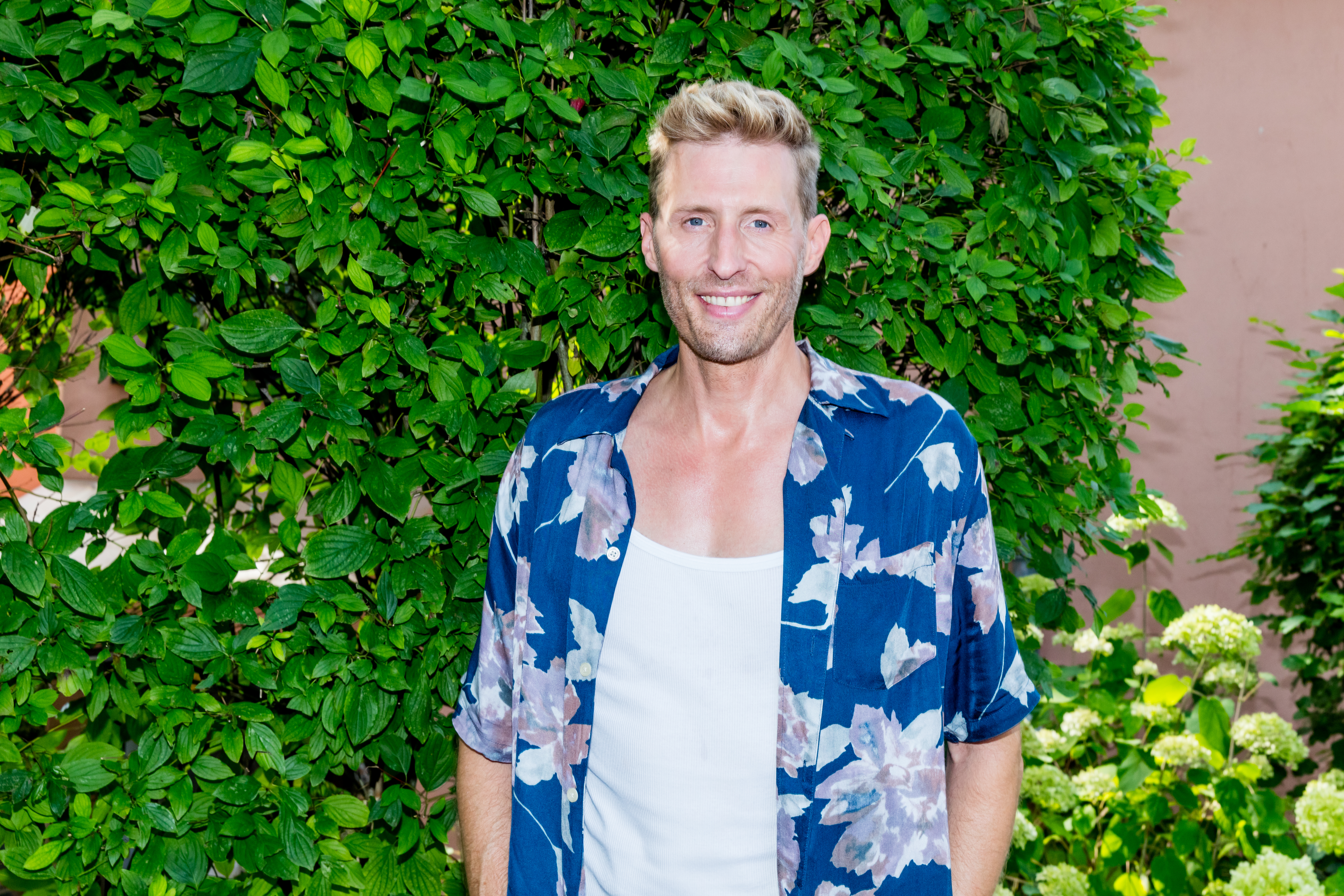
Maximilian Arland (* 1981)

- Arland, Robert Czerweny von (1878–1962), österreichischer Industrieller und Erfinder
- Arland, Rolf (1922–2015), deutscher Komponist
- Arlandes, François d’ (1742–1809), französischer Ballonfahrer
- Arlart, Walter (1873–1951), deutscher Jurist und Politiker, Oberbürgermeister von Chemnitz (1930–1933)
- Arlasarow, Wladimir Lwowitsch (* 1939), sowjetisch-russischer Informatiker und Hochschullehrer
- Arlati, Renato (1936–2005), Schweizer Schriftsteller
- Arlati, Umberto (1931–2015), Schweizer Jazzmusiker und Musikpädagoge
- Arlauckas, Joe (* 1965), US-amerikanischer Basketballspieler
- Arlaud, Jacques-Antoine (1668–1743), Schweizer Miniaturmaler und Porträtist
- Arlaud, Marc-Louis (1772–1845), Schweizer Porträtmaler
- Arlaud, Philippe, französischer Regisseur, Bühnenbildner und Lichtdesigner
- Arlaud, Swann (* 1981), französischer FilmschauspielerSwann Arlaud (* 1981)

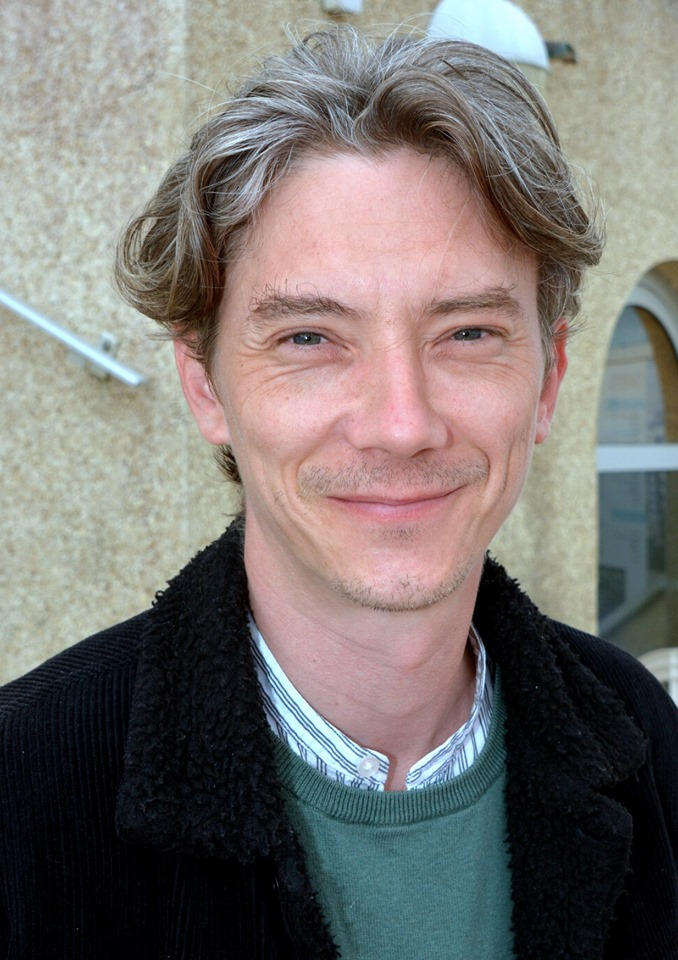
Swann Arlaud (* 1981)

- Arlauskas, Danas (* 1955), litauischer Manager
- Arlauskas, Mykolas (1930–2020), litauischer Politiker, Mitglied des Seimas
- Arlauskas, Romanas (1917–2009), litauisch-australischer Schachspieler
- Arlauskas, Saulius (* 1952), litauischer Jurist und Professor für Rechtsphilosophie
- Arlauskis, Giedrius (* 1987), litauischer Fußballspieler

### Arlb
- Arlbrandt, Pär (* 1982), schwedischer Eishockeyspieler

### Arld
- Arldt, Carl Wilhelm (1809–1868), deutscher Zeichner und Lithograf
- Arldt, Theodor (1878–1960), deutscher Naturwissenschaftler, Lehrer und Lokalhistoriker

### Arle
- Arledge, Elizabeth E., US-amerikanischer Brigadegeneral (US Air Force)
- Arledge, Roone (1931–2002), US-amerikanischer Journalist, Fernsehproduzent, Direktor beim Fernsehsender ABC
- Arlen, Albert (1925–1992), französischer Mediziner
- Arlen, Alice (1940–2016), US-amerikanische Drehbuchautorin und Biografin
- Arlen, Harold (1905–1986), US-amerikanischer Komponist, Oscarpreisträger für „Somewhere Over the Rainbow“Harold Arlen (1905–1986)

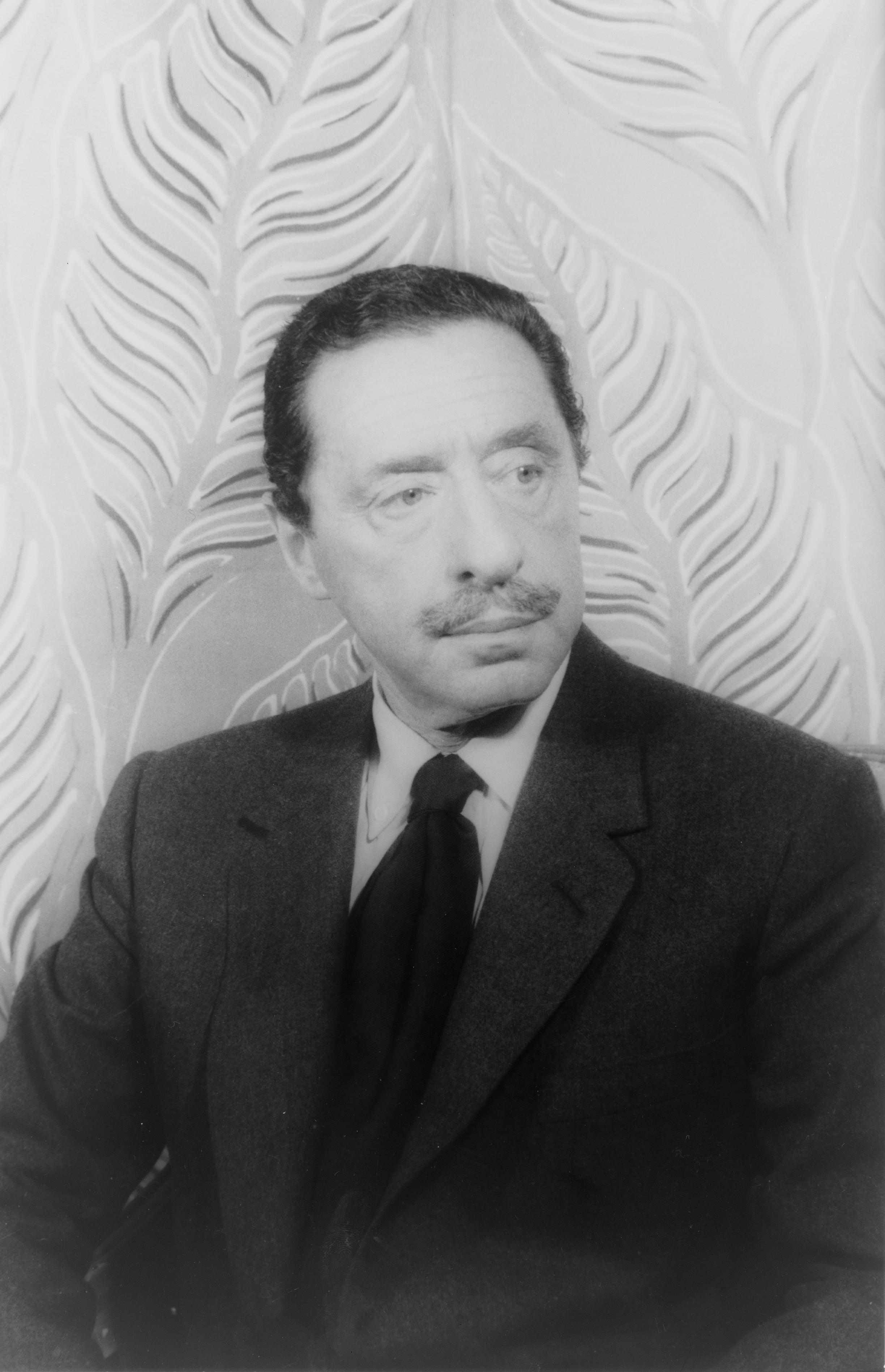
Harold Arlen (1905–1986)

- Arlen, Richard (1900–1976), US-amerikanischer Schauspieler
- Arlen, Walter (1920–2023), österreichischer und US-amerikanischer Musikkritiker, Musikpädagoge und Komponist, Vertriebener des Nationalsozialismus
- Arlenius, Arnoldus († 1582), niederländischer Philosoph und Dichter
- Arleo, Alex (* 1987), US-amerikanischer Schauspieler
- Arlet, Henri (1922–1943), französischer Widerstandskämpfer
- Arlet, Jacob († 1702), Zisterziensermönch, Maler und Kupferstecher
- Arlet, Jacques (* 1907), belgischer Radrennfahrer
- Arleta (1945–2017), griechische Sängerin
- Arlete, Fernando (* 1968), guinea-bissauischer Mittelstreckenläufer
- Arlete, Fernando (* 1979), guinea-bissauischer Sprinter
- Arleth, Emmerich (1900–1965), österreichischer Schauspieler und Sänger
- Arletius, Kaspar Johann (1707–1784), deutscher Pädagoge und Universalgelehrter
- Arletty (1898–1992), französische SchauspielerinArletty (1898–1992)

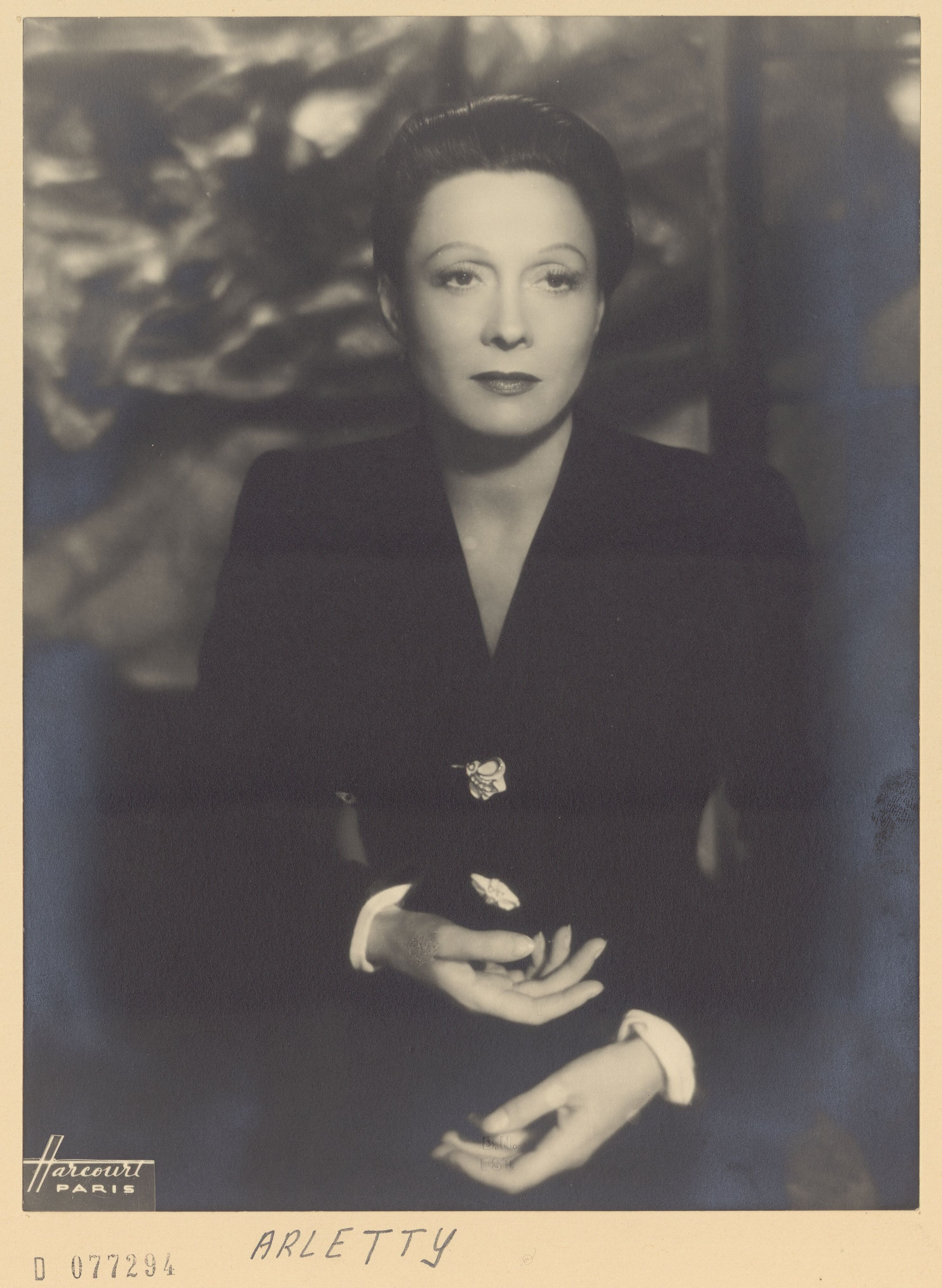
Arletty (1898–1992)

### Arli
- Arlidge, Matthew J. (* 1974), britischer Autor von Kriminalromanen, Drehbüchern und Hörspielen
- Arlig, Frank (1932–2018), deutscher Schriftsteller, Journalist (Kultur) und Verleger
- Årlin, Georg (1916–1992), schwedischer Schauspieler
- Arlincourt, Victor d’ (1789–1856), französischer Schriftsteller
- Arling, Arthur E. (1906–1991), US-amerikanischer Kameramann
- Arlinghaus, Franz-Josef (* 1960), deutscher Historiker
- Arlinghaus, Olaf (* 1967), deutscher Autor für Managementthemen
- Arliss, Dimitra (1932–2012), US-amerikanische Schauspielerin
- Arliss, Florence (1870–1950), britische Schauspielerin
- Arliss, George (1868–1946), britischer Schauspieler
- Arliss, Leslie (1901–1987), britischer Drehbuchautor und Filmregisseur
- Arliss, Reginald Edward Vincent (1906–1996), US-amerikanischer Ordensgeistlicher
- Arlissa (* 1992), deutschamerikanische Singer-Songwriterin
- Arlitt, Alex (* 1993), US-amerikanische Fußballspielerin
- Arlitt, Sabine (* 1956), Schweizer Kunstkritikerin

### Arlo
- Arlofelt, Martin (* 1985), dänischer Fußballspieler
- Arloing, Saturnin (1846–1911), französischer Tierarzt, Mikrobiologe, Tuberkuloseforscher und Hochschullehrer
- Arlosoroff, Chaim (1899–1933), zionistischer PolitikerChaim Arlosoroff (1899–1933)

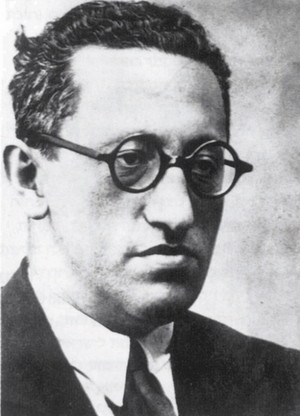
Chaim Arlosoroff (1899–1933)

- Arloth, Frank (* 1958), deutscher Jurist, Amtschef und Ministerialdirektor
- Arloth, Horst (1925–2018), deutscher Drucker und Hochschullehrer
- Arlott, Norman (1947–2022), britischer Vogelillustrator
- Arlotta, Marcello († 1918), italienischer Luftschiffer und Kapitänleutnant
- Arlotti, Giovanni, Kardinal der Römischen Kirche
- Arlou, Aljaksej, belarussischer Handballspieler und -trainer
- Arlou, Uladsimir (* 1953), belarussischer Historiker und Dichter
- Arlouskaja, Ljudmila (* 1973), belarussische Biathletin

### Arlt
- Arlt, Albert-Wilhelm (* 1892), deutscher Politiker (DVP), MdL
- Arlt, Eberhard (1905–1972), deutscher Funktionär der SED in der DDR
- Arlt, Elsbeth (1948–2015), deutsche Künstlerin
- Arlt, Erika (1926–2015), deutsche Heimatforscherin
- Arlt, Ferdinand von (1812–1887), österreichischer Chirurg und Ophthalmologe
- Arlt, Fritz (1912–2004), deutscher nationalsozialistischer Funktionär
- Arlt, Gerhard (1910–1992), deutscher Maler, Graphiker und Heimatkundler
- Arlt, Gerhard (* 1942), deutscher Philosoph
- Arlt, Hans (1883–1951), deutscher Ministerialbeamter und Hochschullehrer
- Arlt, Hans-Georg (1927–2011), deutscher Violinist
- Arlt, Hans-Jürgen (* 1948), deutscher Sozialwissenschaftler und Publizist
- Arlt, Harry (1926–2014), deutscher Fußballspieler
- Arlt, Ilse (1876–1960), österreichische Armutsforscherin
- Arlt, Ingeborg (* 1949), deutsche Schriftstellerin
- Arlt, Isabel (* 1973), deutsche Schauspielerin und Chansonsängerin
- Arlt, Jens (* 1969), deutscher Offizier
- Arlt, Jochen (* 1948), deutscher Schriftsteller und Herausgeber
- Arlt, Johannes Bjerrehøj (* 1984), deutscher Politiker (SPD), MdB
- Arlt, Judith (* 1957), Schweizer Schriftstellerin, Literaturwissenschaftlerin und Übersetzerin
- Arlt, Klaus-Dieter (* 1942), deutscher Politiker (CDU, bis 1990 DDR-CDU)
- Arlt, Maike (* 1963), deutsche Volleyballspielerin
- Arlt, Manfred (1928–2006), deutscher Architekt
- Arlt, Michael (* 1960), deutscher Jazzgitarrist
- Arlt, Otto von (1818–1892), preußischer Generalmajor und Ingenieur vom Platz in Ulm
- Arlt, Paul (1914–2005), US-amerikanischer Cartoonist und Maler
- Arlt, Peter (* 1943), deutscher Schriftsteller, Kunstwissenschaftler, Kunstkritiker und Publizist
- Arlt, Reiner (1928–1997), deutscher Agrarwissenschaftler, Rektor der Akademie für Staats- und Rechtswissenschaften in der DDR, MdV
- Arlt, Richard (1911–1999), deutscher Widerstandskämpfer gegen den Nationalsozialismus, Gewerkschafter und Bergbau-Ingenieur
- Arlt, Roberto (1900–1942), argentinischer Erzähler, Dramatiker und Journalist
- Arlt, Tobias (* 1987), deutscher RennrodlerTobias Arlt (* 1987)

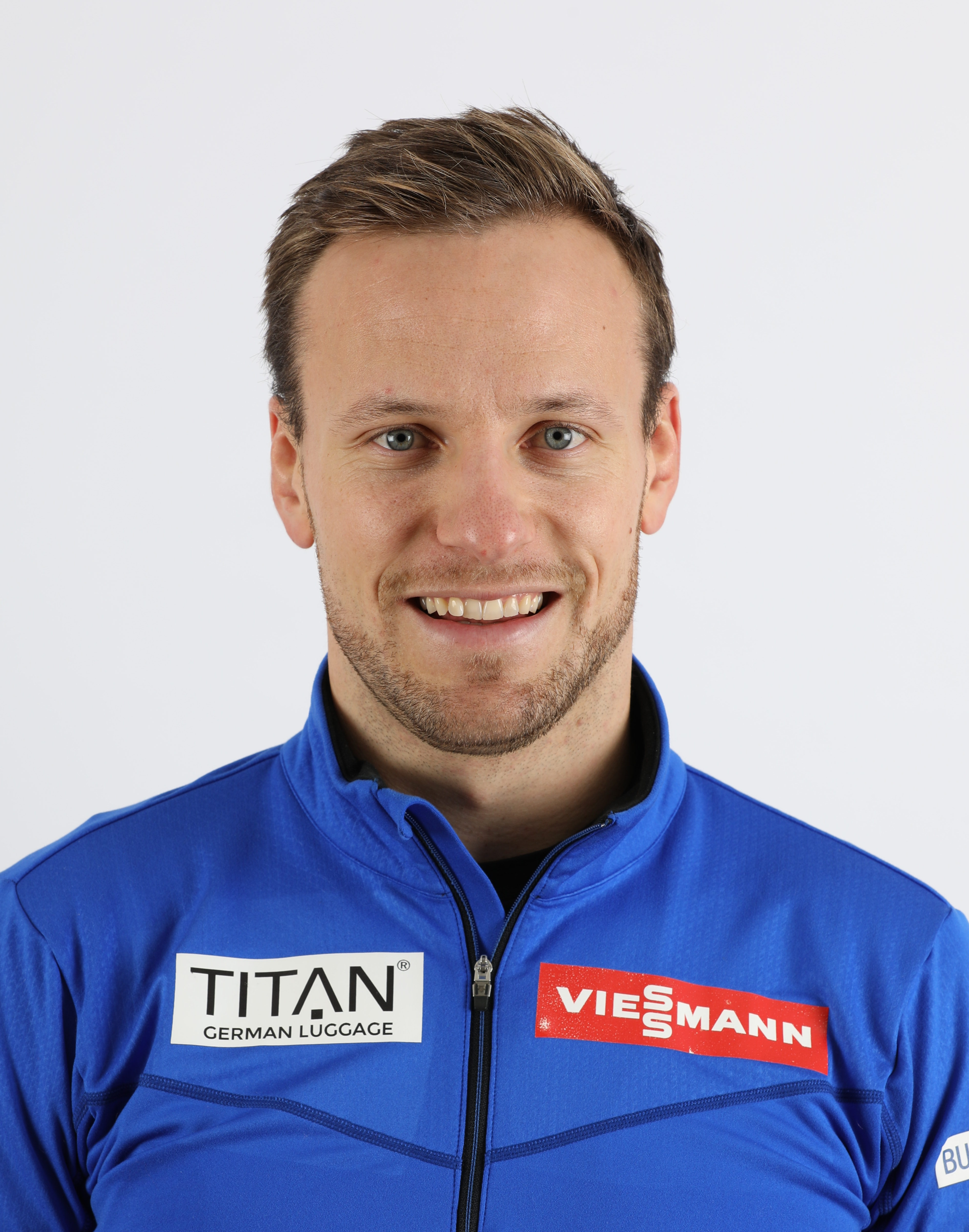
Tobias Arlt (* 1987)

- Arlt, Wilfried (* 1936), deutscher Maschinenbauer und Hochschulmanager
- Arlt, Willi (1919–1947), deutscher Fußballspieler
- Arlt, Willi (* 1954), deutscher Bildhauer
- Arlt, Wolfgang, deutscher Verfahrenstechniker
- Arlt, Wulf (* 1938), deutscher Musikwissenschaftler

### Arlu
- Arluke, Arnold (* 1947), amerikanischer Soziologe
- Arłukowicz, Bartosz (* 1971), polnischer Hochschullehrer und Politiker, Mitglied des Sejm